# Де Веласко, Инес
Инес де Веласко (исп. Inés De Velasco; род. 14 марта 2002, Мадрид) — испанская лучница, выступающая в соревнованиях в стрельбе из олимпийского лука. Участница Олимпийских игр 2020 года.

## Биография
Инес де Веласко родилась 14 марта 2002 года в Мадриде.
Она изучает изобразительное искусство в Мадридском университете Комплутенсе. Владеет испанским и английским языками.

## Карьера
Инес де Веласко начала заниматься стрельбой из лука в возрасте 13 лет в Алькале-де-Энарес. Она была вдохновлена к занятию этим видом спорта после прочтения саги «Голодные игры».
В 2020 году Инес де Веласко приняла участие на Кубке Вызова в Турции, где после предварительного рануда занимала 31-е место в 601 очком. В первом матче плей-офф она победила словенку Тейю Слану со счётом 6:2, но затем уступила Лучилле Боари из Италии со счётом 1:7.
В 2021 году де Веласко выступила на трёх этапах Кубка мира. В Гватемале она в индивидуальном первенстве добралась до четвертьфинале и заняла итоговое пятое место, уступив американке Маккензи Браун лишь в перестрелке. В миксте добралась до четвертьфинала. В Лозанне она не сумела пройти также далеко, проиграв в 1/16 финала турчанке Ясемин Анагёз со счётом 0:6. На третьем этапе в Париже она добралась до 1/8 финала в личном турнире и стала четвёртой в смешанной команде. Также она приняла участие на проходившей в июне в Турции европейской квалификации к Олимпийским играм, где заняла третье место и получила путёвку в Токио.
На чемпионате Европы в Анталии она стала семнадцатой в индивидуальном первенстве и восьмой в командном.
На Олимпийских играх 2020 года, перенесённых из-за пандемии коронавируса на год, Инес де Веласко стала 48-й в рейтинговом раунде. В первом раунде женского индивидуального первенства испанская лучница попала на Кейси Кауфхолд из США и уступила ей со счётом 3:7.